# Roschérite
La roschérite est une espèce minérale du groupe des phosphates de formule idéale Ca2(Mn+2, Fe+2)5 Be4[(OH)4|(PO4)6]6H2O, avec des traces d’aluminium. Il existe deux polymorphes : monoclinique et triclinique. Elle sert de chef de file à un groupe de phosphates complexes.

## Historique de la description et appellations

### Inventeur et étymologie
Décrit  par  le minéralogiste tchèque Slavik en 1914. Dédié au collectionneur allemand Walter Roscher d'Ehrenfriedersdorf.

### Topotype
GisementGreifenstein, Ehrenfriedersdorf, Saxe, Allemagne.
Échantillons de référenceUniversité Charles de Prague, Tchéquie, No 6472
Muséum d'histoire naturelle de Londres No 1914,1381
National Museum of Natural History, Washington, D.C., États-Unis, N°R6219

## Caractéristiques physico-chimiques

### Cristallochimie
Groupe de la roschérite
Les minéraux de ce groupe ont des formules du type  Ca2Be4Me5(PO4)6(OH)4•6H2O où Me peut représenter Fe2+, Fe3+, Mn2+, Mg ou Al.
- Le pôle magnésien est la roschérite
- Le pôle ferreux la greifensteinite (en)
- Le pôle manganésien la zanazziite (en)

Autres membres du groupe :
- atencioïte (it)[4]
- footemineite[5]
- guimaraesite
- ruifrancoïte[6]

### Cristallographie
- Paramètres de la maille conventionnelle :a = 15,921 Å, b = 11,965 Å, c = 6,741 Å, Z = 2; alpha = 91,067 °, beta = 94,35 °, gamma = 89,942 ° V =  1 280,20 Å3
- Densité calculée = 2,85
- Forme triclinique ;  Pinacoïdale, 1
- Forme monoclinique ; Prismatique, 2/m

## Gîtes et gisements

### Gîtologie et minéraux associés
GîtologieDans les cavités des granits.
Minéraux associésapatite, eosphorite, lacroixite, morinite (it), tourmaline (Greifensteine, Allemagne)
béryl, eosphorite, fahéyite, frondélite (de), muscovite, quartz (Sapucaia, Brésil)

## Galerie

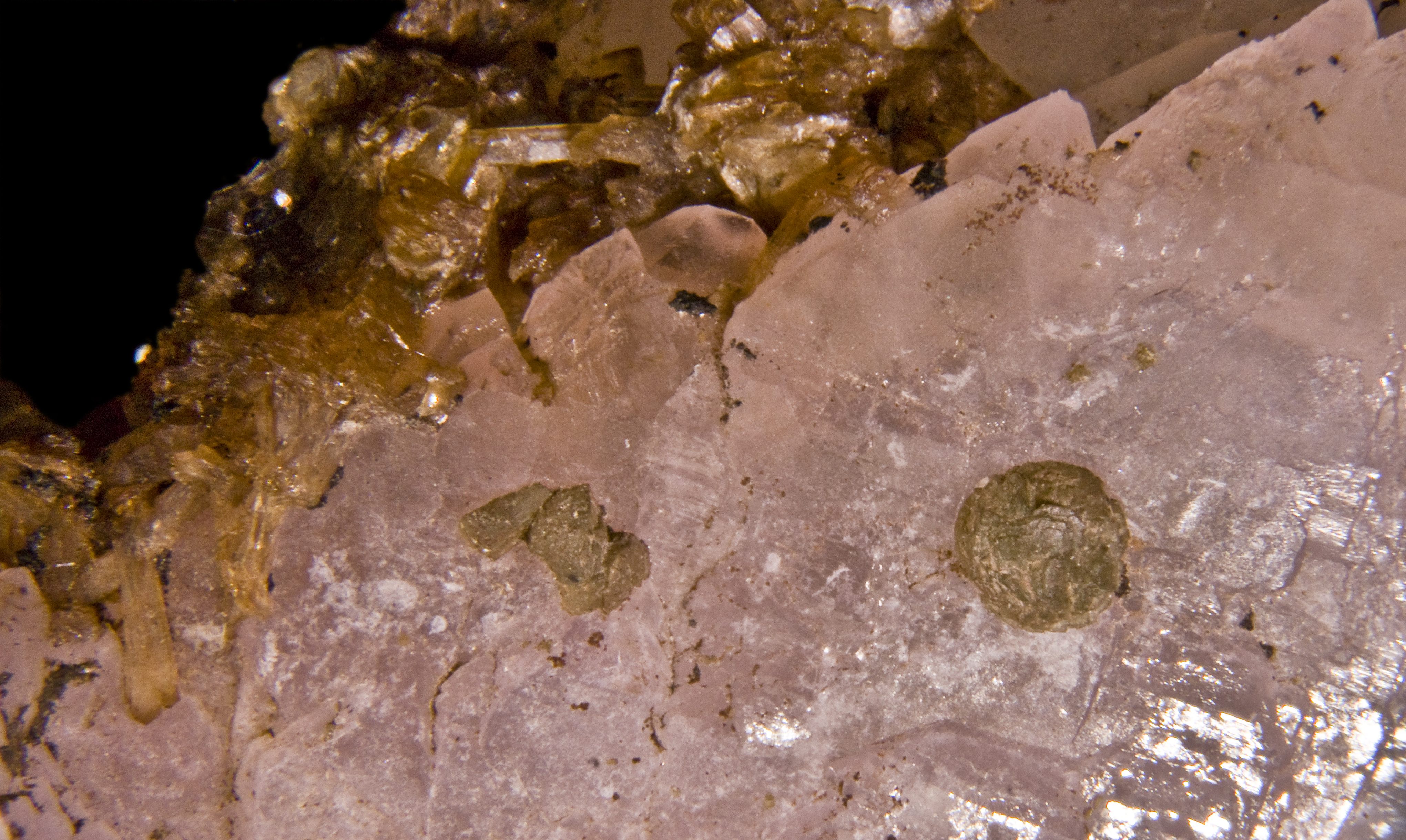
Roschérite sur quartz rose - Sapucaia Brésil (Vue 2,5 cm)

## Gisements remarquables
- Allemagne

Greifensteine, Ehrenfriedersdorf, Erzgebirge, Saxe
- Angleterre

Gunnislake Clitters Mine, Gunnislake Area, Callington District, Cornouailles
- Autriche

Spodumen-Versuchsabbau (Brandrücken-Explorationsstollen), Brandrücken, Gebiet Moschkogel - Weinebene, Koralpe, Carinthie
- Brésil

Sapucaia, Sapucaia do Norte, Galiléia, Doce valley, État du Minas Gerais
- États-Unis

Tip Top mine, Fourmile, Custer District, Comté de Custer,South Dakota
- Portugal

Carrière de Bendada, Sabugal, Guarda District